# Stacy Gaskill
Stacy Gaskill (ur. 21 maja 2000 w Denver) – amerykańska snowbordzistka specjalizująca się w snowboardcrossie, olimpijka z Pekinu 2022.

## Udział w zawodach międzynarodowych
| Impreza              | Rok  | Gospodarz | indywidualnie | drużynowo |
| -------------------- | ---- | --------- | ------------- | --------- |
| Igrzyska olimpijskie | 2022 | Pekin     | 7             | —         |
| Mistrzostwa świata   | 2019 | Park City | 22            | 9         |
| Mistrzostwa świata   | 2021 | Idre      | 6             | 9         |